# Алея честі (Баку)
Алея честі (азерб. Fəxri xiyaban) — цвинтар, розташований у нагірній частині міста Баку (Парламентський проспект). Є алеями, на яких поховано видатних азербайджанських діячів культури, науки, літератури, мистецтва, Героїв Радянського Союзу, політиків, революціонерів, а також тих, хто відзначився в різних галузях економіки і сільського господарства та здобули почесні звання.

## Історія
Алея честі заснована згідно з постановою Ради Міністрів Азербайджанської РСР № 680 від 27 серпня 1948 року. Цього ж року розпочалося будівництво алеї.
Серед похованих тут і більшовики, і члени КПРС, і особи, що відіграли роль у встановленні радянської влади в Азербайджані; є й ті, хто народилися за межами Азербайджану, але тут провели більшу частину життя. Багато з похованих жили і творили у XIX—XX століттях.
Відповідно до списку, доданого до постанови, могили Джаліла Мамедкулізаде, Абдуррагіма Ахвердова, Наджафа Везірова, Гасана Зардабі, Гусейна Араблінського, Сулеймана Сані Ахундова, Алі Назмі, Джабара Кар'ягдиогли, Рустама Мустафаєва, Азіма Азимзаде і Гусейнкулі Сарабського були перенесені на алею честі, їм встановлено пам'ятники.

## Поховані
В даний момент[коли?] на I Алеї честі поховано 251, а на II Алеї честі — понад 500 померлих.